# Бесконечномерное пространство
Бесконечномерное пространство — векторное пространство c бесконечно большой размерностью. Изучение бесконечномерных пространств и их отображений является главной задачей функционального анализа. Наиболее простыми бесконечномерными пространствами являются гильбертовы пространства, наиболее близкие по свойствам к конечномерным евклидовым пространствам.

## Определение
Линейное векторное пространство называется бесконечномерным, если для любого целого числа {\displaystyle N>0} в нем найдется линейно независимая система, состоящая из {\displaystyle N} векторов.

## Базис
Для бесконечномерного пространства существуют различные определения базиса. Так, например, базис Гамеля определяется, как множество векторов в линейном пространстве, таких, что любой вектор пространства может быть представлен в виде некоторой их конечной линейной комбинации единственным образом.
Для топологических векторных пространств можно определить базис Шаудера.
Система элементов {\displaystyle \left\{e_{k}\right\}} образует базис Шаудера пространства {\displaystyle E}, если каждый элемент {\displaystyle x\in E} представим единственным образом в виде сходящегося ряда {\displaystyle x=\sum _{k=1}^{\infty }c_{k}e_{k}}. Базис Шаудера существует не всегда.

## Примеры
- Линейное пространство непрерывных на данном промежутке функций[2].
- Гильбертово пространство, образованное бесконечной последовательностью чисел {\displaystyle x=(\xi _{1},...,\xi _{k},...)} со сходящейся суммой квадратов {\displaystyle \sum _{n=1}^{\infty }\xi _{n}^{2}<\infty }[5].
- Множество всех многочленов (над данным полем)[6].
- Пространство квадратично-суммируемых последовательностей

## Свойства
- Бесконечномерное пространство не изоморфно никакому конечномерному[7].